# 勝願寺 (古河市)
勝願寺（しょうがんじ）は茨城県古河市にある真宗大谷派の寺院。号は鷲高山順性院。本尊は阿弥陀如来。浄土真宗の関東七大寺のひとつ。磯部勝願寺とも表記される。

## 歴史

### 創建から南北朝期
開基については諸説あり、井上善性によるものとも、建暦年間（1211年-1214年）に親鸞の教えを受けた明性によるものとも、善性の子で親鸞の弟子である善親によるもので、宝治2年（1248年）に信濃国水内郡藤ノ木村に創建したとも伝えられている。井上氏は信濃源氏の流れを汲み信濃国を本拠地とした豪族であり、越後国への流罪の後に、常陸国稲田周辺で布教を行っていた親鸞と出会い、帰依したものと考えられている。
貞治6年（1367年）ころには下総国猿島郡から信濃国更級郡篠井に寺基を移転したと見られている。この時期から信濃国および越後国における浄土真宗の教線を拡大させ、西久保勝善寺（長野県長野市、後の光蓮寺）と西厳寺（長野県長野市）、普願寺と中俣勝善寺（同須坂市）、願生寺（新潟県妙高市）、本誓寺（同上越市）からなる「磯部6か寺」を形成した。

### 室町から戦国期
浄土真宗の総本山である本願寺との交流も活発に行われた。当寺の第12世住職・慶順は第8代・蓮如と親交があり、第13世住職の善祐は蓮如から本尊を下付された。また、天文16年（1547年）8月から同17年（1548年）2月にかけて第10代・証如の下で三十日番を務めていることから、当寺が本願寺の末寺の中でも比較的高い立場にあったことが推測される。
戦国期に入ると古河公方との関係を深め繁栄した。大永3年（1523年）に第3代公方の足利高基から磯辺郷之内大坊宛に禁制が下されているが、これは高基と小弓公方・足利義明との間で戦闘状態となっていたことから、当寺が軍勢の乱暴を禁ずるよう高基に願い出たものと推測される。また禁制を記した文書にある「大坊」とは当寺を指すものであり、繁栄を示すものとされる。永禄2年（1559年）には古河公方家臣で関宿城主の簗田晴助から当寺に対して、磯部郷の5貫文の寺領が寄進されている。永禄9年（1566年）には関東侵攻を繰り返す越後国の上杉謙信の動きを牽制するため、第5代公方の足利義氏から加賀国の本誓寺へ使者として派遣された。
また、永禄11年（1568年）には義氏が辛嶋庄、古河、信濃太田荘の道筋で地域外への物資輸送を禁じる荷留を行ったが、当寺に対しては5疋・5所分の過所を発給し、下総と信濃の地域間を結ぶ物流を担った。こうした措置については、当寺の住職が古河公方の支配地域外へ使者として赴くこともあったことから、その便宜を図ったものと推測される。
この時期、一向宗徒と関東地方を結ぶ役割も担っており、大永3年（1523年）の北陸一向一揆の際には当寺住職の普賢が浄土真宗第9代・実如から古河公方への使者を務め、永禄4年（1561年）の越後一向一揆の際には交渉役を務めた。元亀元年（1570年）から天正8年（1580年）にかけて本願寺勢力と織田信長との間で行われた戦い（石山合戦）において、当寺および磯部6か寺も石山本願寺に対して門徒や兵糧を送るなどの支援を行った。

### 安土桃山期以降
石山合戦の講和後の慶長7年（1602年）、浄土真宗は東本願寺を本山とする真宗大谷派と、西本願寺を本山とする浄土真宗本願寺派とに分裂した。これにより地方の寺院でも勢力争いが活発化し、磯部6か寺も東西に分裂した。当寺も当初は西本願寺に属していたが、元和9年（1623年）までに東本願寺へと変わった。
江戸期には浄土真宗の関東七大寺のひとつと称され、江戸幕府から朱印地10石を与えられ、古河藩土井氏家臣の寺田与左衛門から5反歩の供仏田の寄進を受けた。
寺内には古河市の文化財に指定されている中世関連文書などのほか、蓮如筆阿弥陀如来画像や関宿藩主・久世広運の妻が嫁ぐ際に使われたとされる駕篭が残されている。

## 文化財

### 市指定文化財
- 勝願寺所蔵中世関連御絵像 附 御絵像裏書3点[11]
- 勝願寺所蔵中世関連名号書[11]
- 勝願寺所蔵中世関連文書[11]

## 交通アクセス
- JR東日本宇都宮線古河駅から徒歩で50分